# Skate 3
 (mars 2020).
Si vous disposez d'ouvrages ou d'articles de référence ou si vous connaissez des sites web de qualité traitant du thème abordé ici, merci de compléter l'article en donnant les références utiles à sa vérifiabilité et en les liant à la section « Notes et références ».
Skate 3 est un jeu vidéo de skate édité par Electronic Arts et développé par EA Black Box sorti en France le 14 mai 2010. Il fait partie de la franchise SKATE et est la suite de Skate ainsi que de Skate 2. Il est disponible sur PlayStation 3, Xbox 360 et sur Xbox One (en rétrocompatibilité). 

## Système de jeu
Skate 3 est une simulation de skateboard dont la ville est interactive. Le joueur a la possibilité de participer à différent défis (en équipe, courses, compétition…) que ce soit en ligne ou hors-ligne. Le jeu se déroule dans la ville fictive de Port Carverton, et met en scène un univers de skate idéalisé.
La créativité est aussi de mise. Le jeu permet la personnalisation du logo d'équipe, de motif de planche de skateboard, de skateparks mais aussi d'un parcours, avec la possibilité de le partager au monde entier.

## Description du jeu
La page de SKATE 3 du site officiel d'Electronic Arts nous dit : "L'union fait la force ! La franchise primée SKATE revient à l'attaque avec SKATE 3. Dans cette ultime expérience de planche en co-op, c'est aux joueurs de bâtir la meilleure équipe qui soit et de changer l'apparence de la ville. Préparez-vous à relever des défis d'équipe uniques, à rouler contre des équipes rivales en ligne et à envahir les rues du nouveau paradis pour planchistes, Port Carverton. Dans SKATE 3, les joueurs ont le contrôle de tout. Le modem de création fournit aux joueurs tous les outils dont ils ont besoin pour créer du contenu personnalisé pour leur équipe à utiliser en privé ou à partager avec le monde entier. Les joueurs peuvent concevoir leur site de rêve ou leur parc méga-rampe à l'aide de l'outil skate.Park. Ils peuvent aussi filmer leur équipe en action à l'aide du skate.Vidéo, ou concevoir un logo personnalisé pour leur équipe à l'aide de l'outil web amélioré skate.Motifs et envahir les rues avec style. Tout le monde peut dominer dans SKATE 3. Les nouveaux amateurs de planche à rouler peuvent apprendre les rudiments du sport grâce à la nouvelle skate.École, un endroit pour pratiquer et aiguiser leurs habiletés avant de passer à la rue. SKATE 3 vous fera vivre la camaraderie et la compétition du monde de la planche à rouler. De nouvelles cascades, des manœuvres améliorées le carnage de la Boucherie mélangés au nouveau jeu à base d'équipe font de SKATE 3 une expérience de planche à rouler des plus amusantes."

## Développement

### Développements futurs
Une suite de l'opus aurait été confirmé par Cuz Parry et Deran Chung, producteur et directeur artistique d’Electronic Arts, lors de l'EA Play Live. Aucune date n’est encore prévu, le jeu n’étant qu’en développement. 